# 초당 사이클
초당 사이클(Cycle per second, CPS), 즉 한 마디로 초당 클릭수 주기라는 뜻이다. 즉, 클릭 속도이다. 요즘은 10초당 클릭속도로 많이 대부분 알려져 있다. 보통 비디오 게임에서 많이 제한을 걸어둔다. 그 이유는 오토마우스나 지터 클릭을 하면 공평하지 않기 때문이다.

## 같이 보기
- 하인리히 루돌프 헤르츠
- 클럭당 명령어 처리 횟수
- 초당 명령 수
- 라디안 매 초
- 분당 회전수
- 바퀴 (각도)